# Ое но Масафуса
Ое но Масафуса (1041 — 7 грудня 1111) — середньовічний японський вчений, поет, письменник, викладач періоду Хейан.

## Життєпис
Походив зі знатного роду Ое, що вів родовід від імператора Хейдзея. Його предки переважно були відомими вченими й літераторами (Ое но Масахіра, Ое но Отондо тощо). Син Ое но Наріхіра. голови Дайгаку-рьо (управління освіти — на кшталт університету). Народився Масафуса 1041 року. З дитинства виявив усілякі таланти, навчившись у 4 роки читати, у 8 років почав вивчати історичні праці, в 11 років — складати вірші. 1055 року здобув науковий ступінь з історії, 1156 року успішно захистив тайсаку (на кшталт дисертації) з літератури.
1160 року обіймав посади четвертого помічника (дзібу-сьо-сьо) міністра цивільного управління, потім молодшого секретаря міністерства церемоній (сікібу-но содзьо). Крім того, отримав молодший п'ятий ранг. Надалі збирався піти з державної служби, але зрештою його умовили залишитися. 1167 року призначається наставником спадкоємця трону Такахіто, який у 1168 році стає імператором Ґо-Сандзьо. Протягом усього правління останнього залишався його важливим порадником. Того ж року призначається хранителем до імператорського архіву (куродо-докоро). 1169 року отримує молодший четвертий ранг, послідовно стає головним архіваріусом, старшим офіцером лівої зовнішньої палацової гвардії, другим помічником (усьобеном) Правого головного ревізора. Того ж року призначено також наставником спадкоємця трону принца Садахіто.
Після смерті імператора Ґо-Сандзьо 1073 року, новим імператором став учень Масафуси — Садахіто під ім'ям Сіракава. За нього продовжив працювати в куродо-докоро. Водночас стає наставником спадкоємця трону принца Дзендзі. 1083 року призначено Лівим головним ревізором, а 1086 року Ое но Масафуса отримав молодший третій ранг.
Після зречення імператора Сіракаваи й сходження на трон принца Дзедзі під ім'ям Хорікава зберіг своє становище. 1088 року йому надано старший третій ранг йпосаду асоційовано державного радника, 1094 року — молодший другий ранг і посаду середнього державного радника. 1097 року стає тимчасовим головою Дадзайфу, 1098 року — постійним. 1102 року йде у відставку з посади голови Дадзайфу. 1106 року йде з державної служби, отримавши посади почесного середнього державного радника. Помер 1111 року.

## Творчість
Складав твори у віршах та прозі. Однією з важливіших праць стала збірка «Гоке-сідай», що стосувалася придворного церемоніалу. Натепер є важливим історичним джерелом періоду Хейан. Іншими важливими працями є «Хонтьо сінсей ден» («Життєпис святих і безсмертних нашої країни»), «Кобікі» («Нариси проти лисиччиних чар»), «Годансьо» («Нариси та роздуми О»). Іншими відомими творами є «Каірасікі», «Бонен-кі» (автобіографія), «Гьото токуган монсю»,  «Ракуйо денґакукі», «Дзоку хонтьо одзьо-ден», «Роей готю» (коментар до поетичної збірки «Вакан роей-сю»). Також Ое но Масафуса уславився в жанрі коротких дидактичних оповідань (сецува).
Крім того, Масафуса був талановитим поетом і брав участь в укладанні багатьох поетичних збірок, зокрема «Госю і-сю», «Хонтю Мудайсі» (в стилі кансі), «Гонсюй вака-сю», «Сіка вака-сю», «Хякунін іс-сю», «Хорікава-ін-но онтокі хяку-сю вака» (вака). Склав власну збірку віршів-кансі — «Юйдзокі».